# Sandra Azón
Sandra Azón Canalda, née le 12 novembre 1973 à Barcelone (Espagne), est une skipper espagnole.

## Biographie
Avec Natalia Vía Dufresne, Sandra Azón se classe sixième en 470 aux Jeux olympiques d'été de 2000 et remporte la médaille d'argent olympique en 2004. Elle est quatorzième en 2008 en Yngling.